# Karl Malmström
Karl Fritiof Malmström  (né le 27 décembre 1875 à Seglora (en)  et mort le 6 septembre 1938 à Göteborg) est un plongeur suédois, médaillé olympique de plongeon.

## Palmarès
| Édition      | Épreuve      | Épreuve       |
| Édition      | Tremplin 3 m | Haut vol 10 m |
| Londres 1908 | 1er tour     | Argent        |